# Louise McKinney
Louise McKinney (nascuda Louise Crummy; 22 de setembre de 1868 – 10 de juliol de 1931) fou una política feminista i activista social canadenca. Fou la primera dona a jurar el càrrec davant l'Assemblea Legislativa de la província d'Alberta, i també la primera dona triada per a una legislatura al Canadà i l'Imperi britànic. Ocupà un escó al parlament entre 1917 i 1921 com a militant de la Lliga No Partisana, que llavors es trobava en l'oposició. Més endavant formà part de «Les cinc famoses», al costat de Nellie McClung i Irene Parlby, entre d'altres. El grup defensava el dret de les dones a ocupar càrrecs parlamentaris. McKinney havia exercit la docència i també havia format part del moviment per la Temprança abans de traslladar-se a Alberta el 1903, on posseïa una finca.

## Biografia

### Carrera política

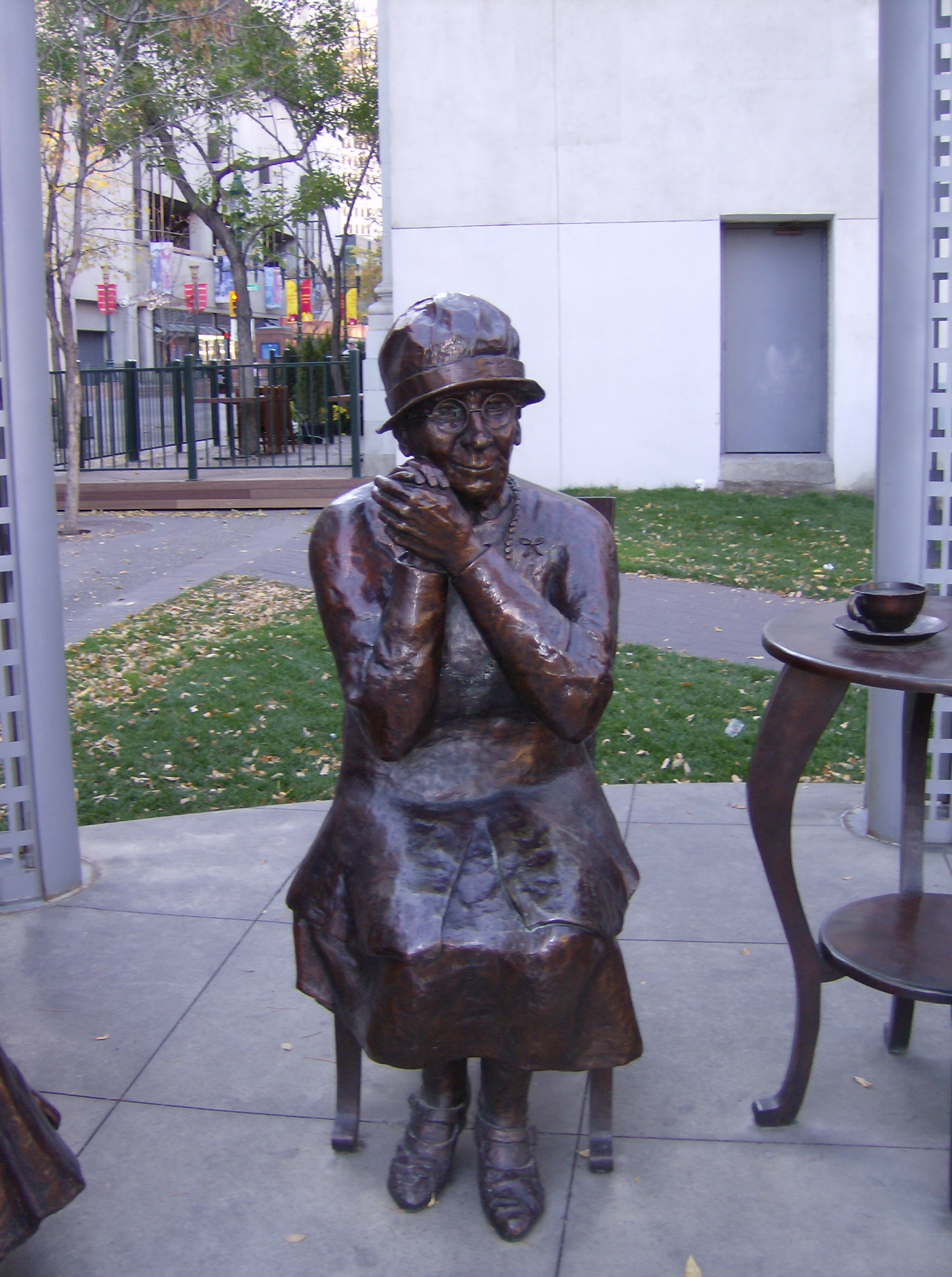
Estàtua en memòria de Louise McKinney a Calgary, Alberta

McKinney es presentà al Senat en les eleccions generals d'Alberta de 1917. Guanyà en el districte de Claresholm en imposar-se per la mínima al candidat del Partit Liberal, William Moffat.
McKinney defensà la temprança, la moderació, l'educació, un estricte control sobre les begudes alcohòliques, els drets de les dones a posseir propietat, l'adopció i reforma de l'Acta de Dower i el control del govern sobre les sitges i molins.
Es presentà a les eleccions per segona vegada el 1921, tot i que en aquesta ocasió ho feu representant els Agricultors Units d'Alberta. No pogué vèncer al candidat d'Agricultors Independents, Thomas Milnes.
McKinney fou una de «Les cinc famoses» (també conegudes com «Les cinc valentes»), grup que completaven Irene Parlby, Henrietta Muir Edwards, Emily Murphy i Nellie McClung.

## Llegat
L'any 1939, i a títol pòstum, el govern del Canadà la nomenà personatge de rellevància històrica estatal. En l'oficina de correus del districte de Claresholm, Alberta, n'hi ha una placa commemorativa. El cèlebre "Cas persones" s'enregistrà com a esdeveniment de rellevància històrica el 1997. A l'octubre de 2009 el Senat del Canadà nomenà a McKinney i la resta de «Les cinc famoses» primeres senadores honoràries. Va morir a Claresholm, Alberta, el 1931, a penes dos anys després de la victòria del Cas persones.